# Tennis & Padel TC Zottegem
Tennis & Padel TC Zottegem is een tennis- en padelvereniging uit het Belgische Zottegem die is aangesloten bij Tennis Vlaanderen. In december 2019 werd een nieuw clubhouse geopend. De club beschikt voor tennis over drie outdoor-gravelterreinen, drie indoor-gravelterreinen en twee outdoor-kunstgrasterreinen. Er zijn sinds 2018 voor padel ook vier outdoor-kunstgrasterreinen. De terreinen bevinden zich aan de Bevegemstraat 1, vlak bij het Stedelijk sportstadion Jules Matthijs en de Bevegemse Vijvers. De club organiseert interclubtoernooien en neemt deel aan kampioenschappen.